# Каука (река)
Ка́ука (исп. Río Cauca) — река на северо-западе Южной Америки, протекает через западную часть Колумбии. Левый приток Магдалены. Длина реки составляет 1350 км, площадь водосбора — 63 300 км². Впадает в Магдалену на расстоянии 320 километров от её устья.

## География
Берёт начало в Андах на юге страны в местности Парамо-де-Сотаро департамента Каука, впадает в протоку Лоба реки Магдалена в департаменте Боливар на севере Колумбии. Течёт в общем северном направлении через департаменты Каука, Валье-дель-Каука, Киндио, Рисаральда, Кальдас, Антьокия, Кордоба, Сукре и Боливар в глубокой тектонической долине между Западной и Центральной Кордильерой, прорезая горный массив Антьокии в своём среднем течении образует пороги и водопады; далее протекает по Прикарибской низменности, в широкой долине с протоками и озёрами. Река судоходна от Кали до Картаго и от Антьокии до устья.
Долины рек Магдалена, Каука и Патия отделяют друг от друга хребты Восточной, Центральной и Западной Кордильеры.

## Гидрология
Каука имеет преимущественно дождевой тип питания с двумя влажными периодами (апрель-июнь и октябрь-декабрь) и одним сухим (с июля по сентябрь).
Река делится на четыре гидрологических региона:
| № | Название         | Оригинальное название | Площадь региона, км² | Суммарная площадь водосбора, км² |
| - | ---------------- | --------------------- | -------------------- | -------------------------------- |
| 1 | Верхняя Каука    | Alto Cauca            | 5451                 | 5451                             |
| 2 | Валье-дель-Каука | Valle del Cauca       | 19349                | 24800                            |
| 3 | Средняя Каука    | Cauca Medio           | 19750                | 44550                            |
| 4 | Нижняя Каука     | Bajo Cauca            | 18750                | 63300                            |

Расход воды в среднем течении реки, на водомерной станции Ла-Вирхиния, составляет 531 м³/с.

### Притоки
Основные притоки:
- Нечи[9] (пр)
- Ман[10] (лв)
- Тараса[10] (лв)
- Сан-Хуан[11] (лв)
- Арма[11] (пр)
- Чинчина[11] (пр)
- Кампоалегри[11] (пр)
- Рисаральдо[11] (лв)
- Ла-Вьеха[11] (пр)
- Ла-Пайла[11] (пр)
- Бугалагранде[11] (пр)
- Тулула[5] (пр)
- Амаиме[5] (пр)
- Пало[5] (пр)
- Овехас[5] (пр)
- Пьендамо[5] (пр)
- Палосе[5] (пр)

### Водохранилища
На реке расположено водохранилище Сальвахина площадью 20,31 км².

### Население в долине реки
В долине реки проживает около 10 миллионов человек, что составляет около четверти населения Колумбии.
Крупнейшие города на реке и в её долине — Манисалес, Перейра, Картаго, Армения, Тулуа, Гуадалахара-де-Буга, Пальмира, Кали, Попаян. На притоке Нечи — Порсе расположен город Медельин.